# Trichodothella blumeri
Trichodothella blumeri är en svampart som beskrevs av Petr. ex S. Blumer 1946. Trichodothella blumeri ingår i släktet Trichodothella och familjen Venturiaceae.   Inga underarter finns listade i Catalogue of Life.